# Kremlin Cup 2017
Der Kremlin Cup 2017 war ein Tennisturnier der WTA Tour 2017 für Damen und ein Tennisturnier der ATP World Tour 2017 für Herren im Olimpijski in Moskau. Die Turniere für beide Geschlechter fanden zeitgleich vom 16. bis 22. Oktober 2017 statt.

## Herrenturnier
→ Hauptartikel: Kremlin Cup 2017/Herren
→ Qualifikation: Kremlin Cup 2017/Herren/Qualifikation

## Damenturnier
→ Hauptartikel: Kremlin Cup 2017/Damen
→ Qualifikation: Kremlin Cup 2017/Damen/Qualifikation